# Thất điều gai-tiểu não
Thất điều gai-tiểu não là một bệnh thoái hóa thần kinh di truyền nặng dần với nhiều dạng (type) khác nhau, mà mỗi dạng có thể được xem như là một bệnh riêng. Ước tính có khoảng 150.000 người Hoa Kỳ được chẩn đoán mắc bệnh này. Bệnh vẫn chưa thể được điều trị hiệu quả. Bất kì ai ở mọi lứa tuổi cũng đều có thể bị thất điều gai-tiểu não. Căn bệnh này do một gen lặn hoặc trội gây ra. Trong đa số trường hợp, người ta không nhận thức được rằng mình mang gen này cho đến khi có con và bắt đầu xuất hiện các dấu hiệu của rối loạn tiểu não.

## Dấu hiệu và triệu chứng
Thất điều gai-tiểu não là một trong những rối loạn do di truyền, với đặc điểm mất sự phối hợp trong dáng đi tiến triển một cách từ từ, và thường kèm theo các phối hợp của bàn tay yếu, nói và chuyển động mắt kém. Một báo cáo về các đặc điểm lâm sàng khác nhau giữa các nhóm loại phụ của thất điều gai-tiểu não vừa được công bố. Chuyển động thường xuyên của bàn tay là do sự run có chủ ý ở các bệnh nhân này. Bệnh thường dẫn đến teo tiểu não, và các rối loạn khác nhau gây ảnh hưởng lên những vùng tiểu não khác nhau. Với những dạng khác của sự mất điều hòa, thất điều gai-tiểu não gây ra sự chuyển động không ổn định và vụng về của cơ thể là do sự thất bại trong việc phối hợp các chuyển động của cơ, kèm theo đó là những triệu chứng khác.
Các triệu chứng của việc rối loạn tùy thuộc vào từng bệnh nhân và từng loại thoái hóa khác nhau. Nói chung, một người bị thất điều gai-tiểu não vẫn duy trì được trạng thái tinh thần đầy đủ nhưng có thể mất đi khả năng kiểm soát hệ vật lý ngày càng nặng dần.
Chữa trị
Hiện nay vẫn chưa có biện pháp điều trị bệnh